# Hani Bakhoum Kiroulos
Hani Bakhoum Kiroulos (Cairo, Egito, 4 de maio de 1974) é um ministro egípcio e bispo da Cúria no Patriarcado Católico Copta de Alexandria.
Hani Bakhoum Kiroulos recebeu o Sacramento da Ordem em 29 de dezembro de 2004.
O Sínodo dos Bispos da Igreja Católica Copta o elegeu Bispo da Cúria do Patriarcado Católico Copta de Alexandria. O Papa Francisco confirmou esta eleição em 14 de junho de 2019 e o nomeou Bispo Titular de Cabasa. O Patriarca Copta Católico de Alexandria, Ibrahim Isaac Sidrak, o consagrou bispo em 31 de agosto do mesmo ano; Os co-consagradores foram Bispo de Assiut, Kyrillos Kamal William Samaan OFM, Bispo Emérito de Sohag, Youssef Aboul-Kheir, Bispo Emérito de Ismagliah, Makarios Tewfik, Bispo de Minya, Kamal Fahim Awad Boutros Hanna, Bispo de Luxor, Emmanuel Bishay, Bispo de Gizé Toma Adly Zaki, Bispo de Sohag Basilios Fawzy Al-Dabe, e Patriarca Copta Católico Emérito de Alexandria Antonios I Naguib e Bispo da Cúria no Patriarcado Copta Católico de Alexandria Youhanna Golta.